# Vincent Cobée
Vincent Cobée, né en 1969 est un dirigeant d'entreprise français, directeur du constructeur automobile français Citroën, filiale de Stellantis de 2020 à 2023.

## Jeunesse et vie privée
Vincent Cobée est diplômé de l'École polytechnique en génie civil, de l'École nationale des ponts et chaussées et de la Harvard Business School,.

## Vie professionnelle

### Renault-Nissan-Mitsubishi

#### Nissan
En 2002, il rejoint le constructeur japonais Nissan, et y occupe, trois années après son arrivée, le poste de directeur des achats de la filiale Europe, puis celle de directeur du programme de Nissan au Japon en 2008.

#### Datsun
En 2010, il est nommé à la tête du constructeur automobile japonais Datsun afin d'organiser la relance de cette marque (qui se soldera par un échec, et son abandon en 2022). Il se voit également confier la direction du comité de restructuration de Lada-AvtoVAZ.

#### Mitsubishi
En 2017, il devient directeur exécutif de la marque et de la stratégie produits du constructeur japonais Mitsubishi Motors.

### PSA / Stellantis

#### Citroën
En janvier 2020, Vincent Cobée, alors directeur général adjoint de Citroën, succède à Linda Jackson au poste de directeur général.
Il est remplacé fin février 2023 par Thierry Koskas. Dans le communiqué annonçant son départ, Stellantis fait part de l'envie de Vincent Cobée de « poursuivre des projets personnels en dehors de l'entreprise ».